# チャールズ・キングスフォード・スミス

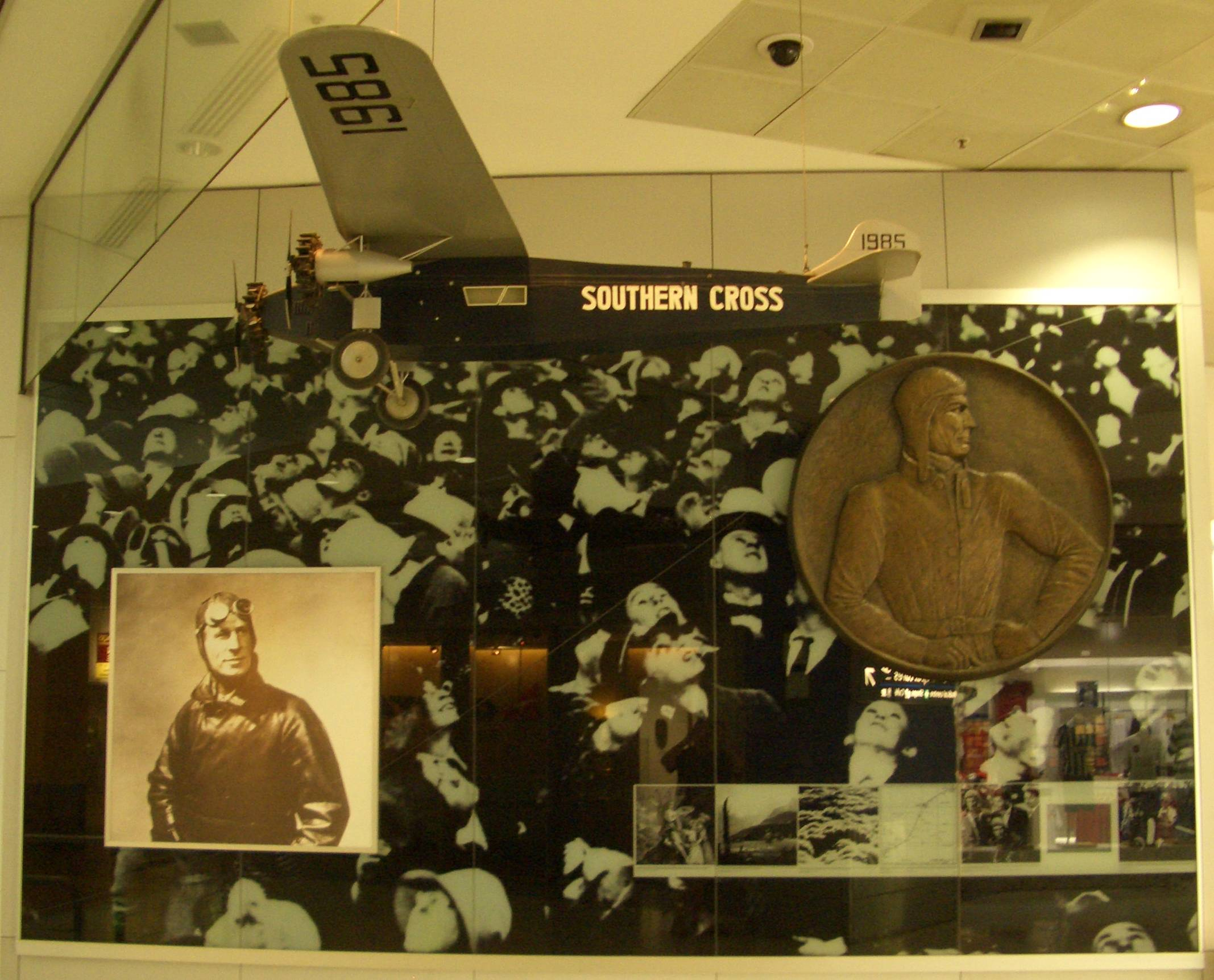
シドニー国際空港のキングスフォード・スミスの記念ゾーン

チャールズ・キングスフォード・スミス（Charles Kingsford Smith, 1897年2月9日 - 1935年11月8日）は、飛行機の草創期における最も有名なオーストラリア人飛行家である。ブリスベン生まれ。シドニー国際空港の正式名称には彼の名前が使われている。ニックネームで“スミッシー”とも呼ばれた。
1928年、アメリカからオーストラリアまで初の太平洋横断飛行を成し遂げた。また、オーストラリアからニュージーランドまで初めて無着陸飛行をした。1934年には太平洋を東へ飛び、オーストラリアからアメリカへ飛行した。
太平洋横断飛行ではハワイとフィジーを中継基地とした。機材はフォッカー F.VII「サザンクロス」。
1935年、アンダマン海を飛行中に行方不明となった。
1966年発行の20オーストラリア・ドル紙幣に肖像が使用されていた。